# أبرام شولسكي
أبرام شولسكي (مواليد 15 أغسطس 1942) باحث من المحافظين الجدد، عمل لدى الحكومة الأمريكية، ومؤسسة راند، ومعهد هدسون. شغل شولسكي منصب مدير مكتب الخطط الخاصة، وهي وحدة شُبّهت وظيفتها بتمرين الفريق "بي" في سبعينيات القرن الماضي. في الفترة التي سبقت غزو العراق عام 2003، وافق شولسكي على مذكرات مكتب الخطط الخاصة التي تضمنت نقاطًا للنقاش حول العراق وأسلحة الدمار الشامل والإرهاب. ينتقد شولسكي التحليل الاستخباراتي التقليدي، القائم على المنهج العلمي الاجتماعي، وينتقد وكالات الاستخبارات المستقلة. يُفضل شولسكي نموذج الاستخبارات العسكرية الذي يُمكن استخدامه لدعم السياسات، إذ يقول شولسكي إن "الحقيقة ليست هدف" العمليات الاستخباراتية، بل "النصر". وقّع شولسكي رسالة إلى البيت الأبيض في عهد كلينتون بشأن العراق.
عمل في إدارة جورج دبليو بوش في "مكتب الخطط الخاصة".

## التعليم والمهنة
حصل شولسكي على درجة البكالوريوس في الرياضيات من جامعة كورنيل ودرجة الماجستير والدكتوراه في العلوم السياسية من جامعة شيكاغو. وفي كورنيل وشيكاغو، شارك بول وولفويتز الغرفة، الذي التقى به أثناء فترة وجودهما كأعضاء ومقيمين في فرع كورنيل لجمعية تيلورايد. حصل شولسكي على درجة الدكتوراه من الفيلسوف السياسي ليو شتراوس. وهو باحث محافظ جديد وشتراوسي.
خدم شولسكي كموظف في لجنة الاستخبارات بمجلس الشيوخ في أوائل الثمانينيات. عمل تحت قيادة مساعد وزير الدفاع ريتشارد بيرل خلال إدارة ريغان وعمل لاحقًا في مؤسسة راند. عمل كمستشار لمكتب التقييم الصافي، وهو مركز أبحاث تابع للبنتاغون. في الفترة التي سبقت غزو العراق عام 2003، كان شولسكي مدير مكتب الخطط الخاصة (OSP)، الذي كان بمثابة مصدر للاستخبارات.  عُيِّن وأُشرِف عليه من قبل دوغلاس فيث وويليام لوتي، ولكن ربما كان "الرئيس الحقيقي" لشولسكي أعلى من فيث.  دعا نائب وزير الدفاع بول وولفويتز إلى إنشاء مكتب الخطط الخاصة المؤيد للحرب لأنه "كان غير صبور مع وكالة المخابرات المركزية" صرح جوردون ر. ميتشل، في مقال له في مجلة Quarterly Journal of Speech،
وقد قامت خلية شولسكي بتزويد كبار المسؤولين في الإدارة بمعلومات استخباراتية مشكوك فيها تم شراؤها من المؤتمر الوطني العراقي بزعامة أحمد الجلبي، مما أدى إلى تشويه عملية صنع القرار بشكل أساسي بشأن مواضيع تتراوح من التهديد الذي يشكله البرنامج النووي لصدام حسين إلى تكلفة إعادة الإعمار في العراق بعد الحرب.

بعد أن تولّى مكتب السياسة الاستراتيجية مسؤولية توفير "المعلومات الاستخباراتية" لتبرير غزو العراق، أُجبر العديد من ضباط الاستخبارات المخضرمين على التقاعد أو نُقلوا إلى مناصب أخرى رغم سنوات خدمتهم. طوّر شولسكي "المعلومات الاستخباراتية" التي تلقاها البيت الأبيض. ووفقًا للمقدمة كارين كفياتكوفسكي، أدار شولسكي مكتب السياسة الاستراتيجية بأجندة واضحة، لدعم جهود زملائه المحافظين الجدد. وفي منصبه بمكتب السياسة الاستراتيجية، "وجّه شولسكي كتابة المذكرات المتعلقة بالعراق وأسلحة الدمار الشامل والإرهاب وفقًا لنقاط حوار خاضعة لإشراف صارم" ومنحها الموافقة. ووصفت كارين كفياتكوفسكي، المطلعة على بواطن الأمور، نقاط الحوار بتفصيل:
بدت هذه النقاط الداخلية مزيجًا مُصاغًا من ملاحظات سابقة واضحة ومعلومات استخباراتية مشكوك في مصدرها. اتسمت بأسلوب دعائي، وأُمر جميع مسؤولي المكاتب باستخدامها حرفيًا في إعداد أي مواد تُعدّ للمسؤولين الأعلى شأنًا والأشخاص خارج البنتاغون. تضمنت النقاط تصريحات حول ميل صدام حسين لاستخدام الأسلحة الكيميائية ضد مواطنيه وجيرانه، وعلاقاته القائمة مع الإرهابيين استنادًا إلى تلقي أحد أعضاء تنظيم القاعدة رعاية طبية في بغداد، ومساعداته المعلنة على نطاق واسع للفلسطينيين، ومؤشرات عامة على جدوى برنامج صدام حسين للأسلحة النووية، وجهوده المستمرة لاستخدامها ضد جيرانه أو تسليمها لجماعات على غرار تنظيم القاعدة. وذكرت النقاط أنه كان يهدد جيرانه، وأنه كان يشكل تهديدًا خطيرًا للولايات المتحدة أيضًا... كانت النقاط سلسلة من التصريحات المُنقّبة، مكتوبة بأسلوب مقنع ومقنع، وبدت ظاهريًا معقولة ومنطقية. لقد استخدم صدام حسين الغازات السامة ضد جيرانه، وأساء معاملة شعبه، واستمر على هذا المنوال، مُشكلاً تهديداً خطيراً وشيكاً لجيرانه وعلينا - إلا أن أحداً من جيرانه أو إسرائيل لم يشعر بذلك. آوى صدام حسين عناصر من تنظيم القاعدة، وعرض عليهم، وربما وفّر لهم، مرافق تدريبية - دون أن يُشير إلى أن هذه المرافق المشتبه بها كانت في الجزء الخاضع للسيطرة الأمريكية/الأكراد من العراق. كان صدام حسين يسعى للحصول على أسلحة دمار شامل من النوع الذي يُمكنه استخدامه، بالتعاون مع تنظيم القاعدة وإرهابيين آخرين، لمهاجمة وإلحاق الضرر بالمصالح الأمريكية، الأمريكيين وأمريكا - إلا أن الاستخبارات لم تُشر إلى ذلك صراحةً. لم يُضعف صدام حسين كثيراً بسبب الحرب والعقوبات والقصف الأسبوعي على مدى السنوات الاثنتي عشرة الماضية، بل كان في الواقع يُخطط لإيذاء أمريكا ودعم الأنشطة المعادية لها، جزئياً من خلال دعمه للإرهابيين - مع أن الاستخبارات قالت عكس ذلك هنا. أثبت دعمه للفلسطينيين وعرفات صلاته بالإرهاب، وباختصار، حان وقت التحرك.

جورج باكر، وفرانكلين فوير من مجلة ذا نيو ريبابليك، وميتشل يقارنون جميعًا بين إخفاقات برنامج العمليات الخاصة والمشاكل التي ظهرت في تحليل الاستخبارات التنافسية لفريق ب في منتصف سبعينيات القرن العشرين، مع ملاحظة ميتشل أن شولسكي "عمل ضمن طاقم لجنة الاستخبارات المختارة بمجلس الشيوخ التي راجعت تمرين فريق ب الأصلي أثناء الحرب الباردة".
في عام 2006، كان شولسكي يعمل في البنتاغون في مكتب إيران بصفته "مستشارًا أول لوكيل وزارة الدفاع لشؤون السياسة، مع التركيز على الشرق الأوسط والإرهاب". وأشارت ماري لويز كيلي من إذاعة NPR إلى بعض القلق لدى مسؤولي وكالة المخابرات المركزية من توليه هذا المنصب. وتساءل بول كروغمان من صحيفة نيويورك تايمز: "لماذا يضع البنتاغون شخصًا أخطأ في كل شيء بشأن العراق مسؤولاً عن الاستخبارات بشأن إيران؟"
في عام 2010، كان شولسكي يعمل زميلاً بارزاً في معهد هدسون.

## نظرة عالمية
يزعم شولسكي، وهو من أتباع شتراوس، أن ليو شتراوس كان ليهاجم الطريقة السائدة في تحليل الاستخبارات الأمريكية "المعروفة باسم "الطريقة الاجتماعية العلمية"، وهو نهج تقدم به شيرمان كينت، أستاذ التاريخ السابق في جامعة ييل وعضو مكتب الخدمات الاستراتيجية في عصر الحرب العالمية الثانية (السلف لوكالة المخابرات المركزية)". ينتقد شولسكي الطريقة الاجتماعية العلمية لإمكانية ارتكابها خطأ من خلال التصوير المرآوي. في كتاب الحرب الصامتة، كتب شولسكي وشميت، "يمكن للعلوم الاجتماعية أن تقدم الحقائق ... لكن صناع السياسات لديهم احتكار في اختيار القيم التي يجب السعي إليها".
يُفضّل شولسكي نموذج الاستخبارات العسكرية، "حيث يعمل ضابط الاستخبارات لصالح القائد بدلاً من وكالة استخبارات مستقلة". ويكتب شولسكي وشميت في كتابهما "الحرب الصامتة ": "بإمكانه البحث في وكالات الاستخبارات عن المعلومات التي يحتاجها قائده، وتمثيل أولوياته فيما يتعلق بجمع المعلومات الاستخبارية ونشرها". بالإضافة إلى ذلك، "في دورها الداعم، يجب على الاستخبارات أن تُركّز جهودها على إيجاد المعلومات ذات الصلة بتنفيذ السياسة وتحليلها"، إذ "الحقيقة ليست هدف" العمليات الاستخباراتية، بل "النصر". على النقيض من ذلك، في فقرة تُناقش آراء شولسكي، يُصرّح الدكتور مايكل وارنر، من هيئة التاريخ في وكالة المخابرات المركزية، بأن "هدف الاستخبارات هو الحقيقة"، ولكنه يُوافق على فكرة شولسكي القائلة بأن السرية متأصلة في الاستخبارات.
في ورقة بحثية نُشرت عام 1999 بعنوان "ليو شتراوس وعالم الذكاء (الذي لا نعني به النوص)"، والتي شارك في تأليفها شميت أيضًا، كتب شولسكي أن "وجهة نظر شتراوس تُنبّه المرء بلا شك إلى احتمال ارتباط الحياة السياسية ارتباطًا وثيقًا بالخداع. بل إنها تُشير إلى أن الخداع هو القاعدة في الحياة السياسية، وأن الأمل، ناهيك عن التوقع، في إرساء سياسة قادرة على الاستغناء عنه هو الاستثناء".

## المنشورات
- الولايات المتحدة وآسيا: نحو استراتيجية جديدة للولايات المتحدة ووضع عسكري جديد، تقرير مشروع القوات الجوية مع زلماي خليل زاد وديفيد ت. أورليتسكي ( مؤسسة راند، 2001)
- نظرية الردع والسلوك الصيني (مؤسسة راند، 2000)
- أنماط استخدام القوة في الصين: أدلة من التاريخ والكتابات العقائدية مع مارك بورلز (مؤسسة راند، 2000)
- الولايات المتحدة والصين الصاعدة: الاستراتيجيات والتداعيات العسكرية مع زلماي م. خليل زاد، ودانيال ل. بايمان، وروجر كليف، وديفيد ت. أورليتسكي، وديفيد شلاباك، وأشلي ج. تيليس (مؤسسة راند، 1999)
- ليو شتراوس وعالم الذكاء (الذي لا نعني به العقل)، مع غاري جيه. شميت في كتاب ليو شتراوس والشتراوسيون والنظام الأمريكي [22] تحرير كينيث إل. دويتش وجون ألبرت مورلي ( رومان وليتل فيلد، 1999)
- "الشركة الافتراضية" ومنظمة الجيش، مع فرانسيس فوكوياما (مؤسسة راند، 1997)
- إعداد القوات الجوية الأمريكية للعمليات العسكرية غير الحربية ، مع فيك آلان وجون ستيليون (مؤسسة راند، 1997)
- الحرب الصامتة: فهم عالم الاستخبارات ، مع غاري جيه شميت (1991)

## روابط خارجية
- مصادر في مكتبتك}
- مصادر في مكتبات أخرى

- الملف الشخصي: أبرام شولسكي نسخة محفوظة 1 May 2011 على موقع واي باك مشين. تاريخ كومنز  [لغات أخرى]‏
- الملف الشخصي الصحيح على الويب لأبرام شولسكي
- فلسفة الاستخبارات المحافظة الجديدة بقلم توم باري من مجلة السياسة الخارجية في دائرة الضوء
- مرات الظهور على سي-سبان| العراق الغزو الأمريكي للعراق - - جاي غارنر - بول بريمر - الحكومة العراقية المؤقتة - غازي الياور - إياد علاوي - الانتخابات العراقية - جلال الطالباني - إبراهيم الجعفري - نوري المالكي - إعدام صدام حسين |
| تحرير || - ع - ن - ت حرب العراق (2003–2011)     | - ع - ن - ت حرب العراق (2003–2011) |
| -------------------------------------- | --- |
| - جزء من صراع العراق                   | |
| المقدمات                               | - الأساس المنطقي لحرب العراق - أنابيب الألومنيوم العراقية - أزمة نزع سلاح العراق - العراق وأسلحة الدمار الشامل - عمليات تزوير يورانيوم النيجر - برنامج الأسلحة البيولوجية العراقية - مبادرات السلام الفاشلة العراقية - مشروعية حرب العراق 2003 - الرأي العام في الولايات المتحدة بشأن غزو العراق - التغطية الإعلامية لحرب العراق - مقابلة صدام - انتهاكات مسندة إلى صدام حسين - حقوق الإنسان في العراق |
| الغزو                                  | - الخط الزمني لغزو العراق 2003 - التحضيرات لغزو العراق 2003 ‏ - القوات متعددة الجنسيات في العراق - معركة الناصرية - سقوط بغداد - معركة ممر ديبكة - إسقاط تمثال صدام في ساحة الفردوس - خطاب المهمة أنجزت - التكهن بأسلحة الدمار الشامل عقب غزو العراق عام 2003 - سلطة الائتلاف المؤقتة |
| الأحداث الرئيسة                        | - غزو العراق (2003) - إعدام صدام حسين (2006) - حرب العراق بمحافظة الأنبار (2003–2011) - جماعات مسلحة عراقية (2003–2011) - التمرد العراقي (2003–2006) - الحرب الأهلية العراقية (2006–2008) - اتفاق انسحاب القوات الأمريكية من العراق (2007–2011) |
| العمليات                               | \| 2003 \| - التنين محمول جوا [لغات أخرى]‏ - بابل القديمة - حربة البرق [لغات أخرى]‏ - بلدوغ ماموث [لغات أخرى]‏ - الإسهام الأسترالي - عقرب الصحراء [لغات أخرى]‏ - العمليات العسكرية للائتلاف - المطرقة الحديدية [لغات أخرى]‏ - العدالة الحديدية [لغات أخرى]‏ - آيفي بليزارد [لغات أخرى]‏ - التأخر في الشمال [لغات أخرى]‏ - Panther Squeeze [لغات أخرى]‏ - Peninsula Strike [لغات أخرى]‏ - عملية كوكب إكس ‏ - عملية الفجر الأحمر - عملية تليك \| \| 2004 \| - معركة سامراء - Bulldog Mammoth [لغات أخرى]‏ - عملية أطفال العراق - Iron Saber [لغات أخرى]‏ - معركة الفلوجة الثانية - معركة الفلوجة الثانية - Phantom Linebacker [لغات أخرى]‏ - Plymouth Rock [لغات أخرى]‏ - معركة الفلوجة الأولى - Warrior's Rage [لغات أخرى]‏ \| \| 2005 \| - Able Rising Force ‏ - Able Warrior ‏ - Badlands - عملية سايكلون - Dagger - Iron Hammer [لغات أخرى]‏ - ماتادور - New Market [لغات أخرى]‏ - الرمح - Squeeze Play [لغات أخرى]‏ - الستارة الفولاذية \| \| 2006 \| - الماجد - Gaugamela - Guardian Tiger ‏ - Iron Triangle [لغات أخرى]‏ - عملية ميدوسا - River Falcon ‏ - Scorpion - عملية سندباد [لغات أخرى]‏ - Swarmer - عملية معا إلى الأمام \| \| 2007 \| - عملية اللجاه [لغات أخرى]‏ - Arbead II ‏ - عملية آردنس [لغات أخرى]‏ - عملية النسر الأسود - عملية النسر المغوار - عملية فورسيث بارك ‏ - عملية فرض القانون - Leyte Gulf [لغات أخرى]‏ - Marne Avalanche [لغات أخرى]‏ - عملية شعلة مارن ‏ - عملية ماوتني [لغات أخرى]‏ - Phantom Strike [لغات أخرى]‏ - فانتوم ثاندر [لغات أخرى]‏ - Polar Tempest ‏ - Purple Haze ‏ - Saber Guardian [لغات أخرى]‏ - Sledgehammer - Stampede 3 [لغات أخرى]‏ - Tiger Hammer [لغات أخرى]‏ - عملية الحارس الشجاع ‏ \| \| 2008 \| - Operation Defeat Al Qaeda in the North - بشائر الخير - Operation Phantom Phoenix \| |
| ما بعد الحرب                           | - الأمر 81 - التمرد العراقي (2011–2013) - التدخل العسكري الدولي ضد تنظيم الدولة الإسلامية (داعش) (2014–الآن) - التدخل بقيادة الولايات المتحدة في العراق - الحرب الأهلية العراقية (2014–2017) (2014–2017) - التمرد العراقي (2017–الآن) (2017–الآن) |
| مواقف وآراء                            | - وجهات النظر حول غزو العراق عام 2003 - مشروعية غزو العراق عام 2003 - معارضة حرب العراق - احتجاجات ضد حرب العراق - نقد حرب العراق - مجلس الأمن الدولي وحرب العراق - المواقف الحكومية من حرب العراق قبل غزو العراق عام 2003 |
| جرائم الحرب                            | - مقتل الصحفيين بنيران القوات الأمريكية (2003) - مجزرة الفلوجة (2003) - إساءة معاملة السجناء والتعذيب في سجن أبي غريب (2004) - مجزرة حفلة عرس مكر الذيب (2004) - مجزرة حديثة (2005) - جرائم المحمودية (2006) - حادثة الإسحاقي (2006) - حادثة الحمدانية (2006) - الغارة الجوية على بغداد في 12 يوليو 2007 (2007) - مجزرة ساحة النسور (2007) - تسريب وثائق حرب العراق (2010) |
| التأثير                                | - لاجئون عراقيون - فريق الاستقصاء المتعلق بالعراق - أضرار بغداد خلال حرب العراق - نهب الآثار - مجلس الحكم العراقي - إعادة إعمار العراق - الإصلاح الاقتصادي في العراق - التكلفة المالية - ضحايا حرب العراق - لجنة تشيلكوت - حقوق الإنسان في العراق - كندا وحرب العراق |
| النصب التذكارية                        | - نصب العراق وأفغانستان التذكاري |
| قوائم                                  | - العمليات العسكرية في العراق من جانب الائتلاف بقيادة الولايات المتحدة - التفجيرات - إسقاطات الطيران والحوادث |
| الجدول الزمني للحرب                    | - 2003 - 2004 - 2005 - 2006 - 2007 - 2008 - 2009 - 2010 - 2011 |
| - تصنيف:حرب العراق - أخبار - ويكيميديا | |
| 2003                                   | - التنين محمول جوا [لغات أخرى]‏ - بابل القديمة - حربة البرق [لغات أخرى]‏ - بلدوغ ماموث [لغات أخرى]‏ - الإسهام الأسترالي - عقرب الصحراء [لغات أخرى]‏ - العمليات العسكرية للائتلاف - المطرقة الحديدية [لغات أخرى]‏ - العدالة الحديدية [لغات أخرى]‏ - آيفي بليزارد [لغات أخرى]‏ - التأخر في الشمال [لغات أخرى]‏ - Panther Squeeze [لغات أخرى]‏ - Peninsula Strike [لغات أخرى]‏ - عملية كوكب إكس ‏ - عملية الفجر الأحمر - عملية تليك |
| 2004                                   | - معركة سامراء - Bulldog Mammoth [لغات أخرى]‏ - عملية أطفال العراق - Iron Saber [لغات أخرى]‏ - معركة الفلوجة الثانية - معركة الفلوجة الثانية - Phantom Linebacker [لغات أخرى]‏ - Plymouth Rock [لغات أخرى]‏ - معركة الفلوجة الأولى - Warrior's Rage [لغات أخرى]‏ |
| 2005                                   | - Able Rising Force ‏ - Able Warrior ‏ - Badlands - عملية سايكلون - Dagger - Iron Hammer [لغات أخرى]‏ - ماتادور - New Market [لغات أخرى]‏ - الرمح - Squeeze Play [لغات أخرى]‏ - الستارة الفولاذية |
| 2006                                   | - الماجد - Gaugamela - Guardian Tiger ‏ - Iron Triangle [لغات أخرى]‏ - عملية ميدوسا - River Falcon ‏ - Scorpion - عملية سندباد [لغات أخرى]‏ - Swarmer - عملية معا إلى الأمام |
| 2007                                   | - عملية اللجاه [لغات أخرى]‏ - Arbead II ‏ - عملية آردنس [لغات أخرى]‏ - عملية النسر الأسود - عملية النسر المغوار - عملية فورسيث بارك ‏ - عملية فرض القانون - Leyte Gulf [لغات أخرى]‏ - Marne Avalanche [لغات أخرى]‏ - عملية شعلة مارن ‏ - عملية ماوتني [لغات أخرى]‏ - Phantom Strike [لغات أخرى]‏ - فانتوم ثاندر [لغات أخرى]‏ - Polar Tempest ‏ - Purple Haze ‏ - Saber Guardian [لغات أخرى]‏ - Sledgehammer - Stampede 3 [لغات أخرى]‏ - Tiger Hammer [لغات أخرى]‏ - عملية الحارس الشجاع ‏ |
| 2008                                   | - Operation Defeat Al Qaeda in the North - بشائر الخير - Operation Phantom Phoenix |